# Kreut (Essenbach)
Kreut ist ein Ortsteil des Marktes Essenbach im niederbayerischen Landkreis Landshut.

## Geographie
Der Ort liegt nordwestlich des Kernortes Essenbach. Östlich verläuft die B 15a.

## Sehenswürdigkeiten

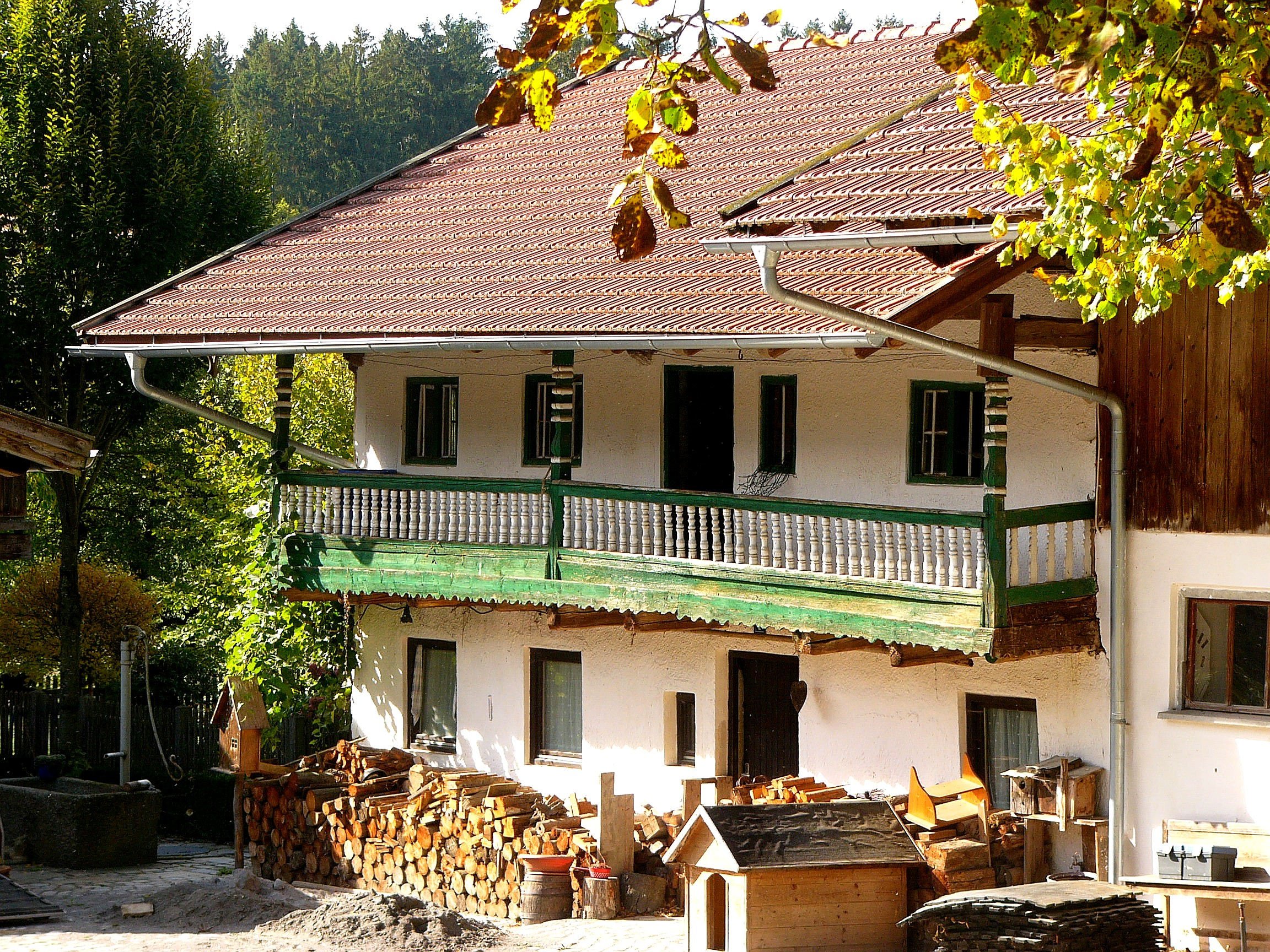
Wohnstallhaus in Kreut, 18. Jahrhundert (2017)

In der Liste der Baudenkmäler in Essenbach ist für Kreut ein Baudenkmal aufgeführt:
- Das aus dem 18. Jahrhundert stammende Wohnstallhaus (Nr. 2) ist ein zweigeschossiger Flachsatteldachbau in Blockbauweise, mit Traufschrot.